# Лудвиг III (Лигниц-Любен)
Лудвиг III фон Любен и Олау (на немски: Ludwig III von Lüben-Ohlau; * пр. 1405; † пр. 18 юни 1441) е херцог на Любен в Лигниц (1431 – 1441) и херцог на Олау/Олава (1419/1420 - 1441), в Нимпч/Немча, Хайнау/Хойнув в Полша. От 1420 до 1423 г. той е заедно с по-големия си брат Венцел III херцог на Олау и Нимпч, които след това сам управлява. Освен това той е от 1431 до 1441 г. херцог на Любен и Хайнау. Той е от рода на Силезийските Пясти.

## Живот
Той е най-малкият син на херцог Хайнрих IX фон Любен († 1419/1420) и съпругата му Анна фон Тешен/Тешин († 1403) от род Пясти, дъщеря на херцог Премислав I († 1410) и Елзбиета/Елизабет фон Битом и Козилск († сл. 1373). Брат е на Рупрехт II († 1431), херцог на Любен, рицар на „Малтийския орден“, и Венцел III (1400 – 1423), херцог на Олау/Олава.
Лудвиг III е привърженик през 1419/20 г. на император Сигизмунд Люксембургски. След смъртта на брат му Венцел III, който умира без потомци, Лудвиг наследява през 1423 г. неговата част и управлява сам Олау и Нимпч. През 1431 г. той наследява също Любен и Хайнау от най-големия си брат Рупрехт, който също е без наследници. Така Лудвиг III обединява собствеността на баща си. През 1435 г. той е в мирен съюз, който не му донася успех.
През 1420 г. братята сключват наследствен договор с чичо си херцог Лудвиг II фон Лигниц-Бриг/Бжег (1384 – 1436), който няма мъжки наследник и от 1436 до 1469 г. следват наследствени конфликти.
Синовете му Йохан I и Хайнрих X, поради липса на пари, продават през 1446 г. Любен на Хайбрих IX фон Глогау и залагат Хайнау.

## Фамилия
Лудвиг III фон Любен се жени пр. 15 октомври 1426 г. за Маргарета фон Опелн/Ополе (* 1412/1414; † сл. 15 януари 1454), дъщеря на херцог Болко IV фон Опелн († 1437) и Маргарета. Те имат двама сина:
- Йохан I (* ок. 1425; † сл. 21 ноември 1453), херцог на Любен (1441 – 1453) и Лигниц (1446 – 1453), женен 1445 г. за Ядвига/Хедвиг фон Лигниц (* пр. 1433; † 20 октомври 1471), дъщеря на херцог Лудвиг II фон Лигниц († 1436) и Елизабет фон Бранденбург (1403 – 1449)
- Хайнрих X фон Хайнау (* сл. 1425; † пр. 28 май 1452), херцог на Хайнау (1441 – 1452), неженен